# Terra FM 94.7
Rádio Terra FM é uma estação de rádio brasileira situada em Campo Mourão, Paraná. Foi criada em janeiro de 2008.

## Histórico
Quando iniciou suas atividades, em 2008, a Terra FM acreditou no fortalecimento e ascensão da música sertaneja no Oeste do Paraná. A emissora criou o “Terra Cup” 
, um Campeonato de Vídeo Game que anualmente conta com participações de jogadores de inúmeros municípios paranaenses, como: Londrina, Maringá, Umuarama, Goioerê e muitos outros.
É hoje detentora de uma grande audiência graças às músicas, promoções, informação, interação com ouvintes e forte presença nas redes sociais. Terra FM - Dá gosto de ouvir!

## Programas
- Café da Manhã
- Viva com Fé
- Show da Terra
- Terra Dá de dez
- Giro da Terra
- As Melhores da Terra
- Coração Sertanejo
- Top 30
- Rolê 94
- Terra Retro
- Minuto Jurídico
- Boteco 94
- Bônus terra FM

## Comunicadores
- Fernando Moraes
- Jean Gustavo
- Lukas de Paulo
- Alisson Patrick
- Júnior Silva